# James Rolleston
James Rolleston (nacido el 8 de junio de 1997) es un actor neozelandés conocido por las películas Boy y The Dark Horse. Esta última se estrenó en octubre de 2014 y tuvo su estreno mundial en el Festival Internacional de Cine de Toronto de 2014 el 4 de septiembre.

## Carrera cinematográfica
Rolleston hizo su debut en la pantalla en la película Boy de Taika Waititi, interpretando el papel principal del niño que idolatra a su padre. Boy se convirtió en la película local de mayor éxito estrenada en Nueva Zelanda hasta la fecha. En 2014 interpretó papeles en dos películas más: el drama aclamado por la crítica The Dark Horse, en el que coprotagonizó junto a Cliff Curtis como un adolescente que va a ser iniciado en una pandilla, y la película de acción Tierra de guerreros, en la que interpreta un joven guerrero maorí que busca venganza por la masacre de su familia. Rolleston también protagonizó Pork Pie, la nueva versión de 2017 del clásico neozelandés Goodbye Pork Pie.
Rolleston ha aparecido con frecuencia en anuncios de televisión de Vodafone Nueva Zelanda.

## Filmografía
| Año  | Película                   | Papel           | Notas        |
| ---- | -------------------------- | --------------- | ------------ |
| 2010 | Boy                        | Alamein ("Boy") |              |
| 2010 | Frosty Man and the BMX Kid | BMX Kid         | Cortometraje |
| 2014 | Man                        | Eli             | Cortometraje |
| 2014 | The Dark Horse             | Mana            |              |
| 2014 | Tierra de guerreros        | Hongi           |              |
| 2016 | The Rehearsal              | Stanley         |              |
| 2016 | Amua                       | Teina           | Cortometraje |
| 2017 | Pork Pie                   | Luke            |              |
| 2018 | The Breaker Upperers       | Jordan          |              |
| 2022 | Whina                      | Gabriel         |              |

## Vida personal
Rolleston es de Ōpōtiki.
El 26 de julio de 2016, Rolleston fue acusado de conducción peligrosa mientras conducía con su amigo cercano Kaleb Maxwell, cuando el vehículo en el que viajaban se estrelló contra un puente en Ōpōtiki. Rolleston resultó gravemente herido en el accidente con lesiones en la parte inferior del cuerpo y en el cerebro. En noviembre de 2016 hizo su primera aparición pública, entregando el Premio Supremo en los Attitude Awards. Ha hablado sobre su recuperación en curso y reveló que necesitaba rehabilitación para aprender a caminar, hablar y utilizar habilidades motoras básicas nuevamente.